# Yang Min (Tischtennisspieler)
Yang Min (chinesisch 楊敏 / 杨敏, Pinyin Yáng Mǐn; * 20. Februar 1963 in Anshan (Liaoning)) ist ein ehemaliger italienischer Tischtennisspieler chinesischer Abstammung. Er nahm 2004 an den Olympischen Spielen teil.

## Turnierergebnisse
| Verband | Veranstaltung                | Jahr | Ort          | Land | Einzel        | Doppel        | Mixed         | Team |
| ------- | ---------------------------- | ---- | ------------ | ---- | ------------- | ------------- | ------------- | ---- |
| ITA     | Olympische Spiele            | 2004 | Athen        | GRE  | letzte 48     | letzte 32     |               |      |
| ITA     | Weltmeisterschaft            | 1995 | Tianjin      | CHN  | letzte 32     |               |               | 10.  |
| ITA     | Weltmeisterschaft            | 1997 | Manchester   | ENG  | letzte 64     | letzte 64     | letzte 32     | 13.  |
| ITA     | Weltmeisterschaft            | 1999 | Eindhoven    | NED  | letzte 128    | Qual.         | letzte 64     |      |
| ITA     | Weltmeisterschaft            | 2000 | Kuala Lumpur | MAS  |               |               |               | 3    |
| ITA     | Weltmeisterschaft            | 2001 | Osaka        | JPN  | letzte 64     | letzte 32     | letzte 64     | 8.   |
| ITA     | Weltmeisterschaft            | 2004 | Doha         | QAT  |               |               |               | 8.   |
| ITA     | Weltmeisterschaft            | 2005 | Shanghai     | CHN  | letzte 64     | letzte 32     | letzte 16     |      |
| ITA     | Weltmeisterschaft            | 2006 | Bremen       | GER  |               |               |               | 16.  |
| ITA     | Weltmeisterschaft            | 2007 | Zagreb       | CRO  | letzte 64     | letzte 64     | letzte 32     |      |
| ITA     | Weltmeisterschaft            | 2008 | Guangzhou    | CHN  |               |               |               | 16.  |
| ITA     | Weltmeisterschaft            | 2009 | Yokohama     | JPN  | letzte 128    | letzte 64     | letzte 64     |      |
| ITA     | Europameisterschaft          | 1996 | Bratislava   | SVK  | letzte 16     | letzte 32     | letzte 16     | 8.   |
| ITA     | Europameisterschaft          | 1998 | Eindhoven    | NED  | Viertelfinale | letzte 64     | Halbfinale    | 12.  |
| ITA     | Europameisterschaft          | 2000 | Bremen       | GER  | letzte 16     | letzte 32     | letzte 32     | 19.  |
| ITA     | Europameisterschaft          | 2005 | Aarhus       | DEN  | letzte 32     | Viertelfinale | letzte 32     | 21.  |
| ITA     | Europameisterschaft          | 2007 | Belgrad      | SRB  | letzte 64     | letzte 64     | Viertelfinale |      |
| ITA     | Senioren-Europameisterschaft | 2019 | Budapest     | HUN  | Silber        | Gold          |               |      |
| ITA     | Europe TOP 16                | 1996 | Charleroi    | FRA  | 3. Platz      |               |               |      |
| ITA     | Europe TOP 16                | 1997 | Eindhoven    | NED  | 9. Platz      |               |               |      |
| ITA     | Europe TOP 16                | 1998 | Halmstad     | SWE  | 11. Platz     |               |               |      |
| ITA     | Europe TOP 16                | 2000 | Alassio      | ITA  | 2. Platz      |               |               |      |
| ITA     | Europe TOP 16                | 2001 | Wels         | AUT  | 5. Platz      |               |               |      |
| ITA     | Europe TOP 16                | 2007 | Arezzo       | ITA  | 5. Platz      |               |               |      |
| ITA     | World Cup                    | 2001 | Courmayeur   | FRA  | letzte 16     |               |               |      |